# 星野麥丘人
星野 麥丘人（ほしの ばくきゅうじん、1925年3月4日 - 2013年5月20日）は、俳人。本名、星野重蔵（ほしの じゅうぞう）。
東京府生まれ。1945年、昼間槐秋から俳句の手ほどきを受け、1946年「鶴」入会、石田波郷、石塚友二に師事。1953年、石川桂郎に代わり編集を担当。1964年、「鶴」発行所をあずかり、編集兼発行責任者となる。1976年、第一句集『弟子』を刊行。1986年、波郷、友二の跡を継ぎ「鶴」主宰となる。1997年、句集『雨滴集』により第36回俳人協会賞、2010年、句集『小椿居』により第25回詩歌文学館賞受賞。2013年5月20日死去、88歳。
死後「鶴」主宰は鈴木しげをが受け継いだ。

## 著書
- 句集『弟子』 永田書房、1976年
- 『星野麥丘人集』 俳人協会〈自註現代俳句シリーズ〉、1978年
- 句集『寒食』 牧羊社、1983年
- 『近世俳人ノオト』 学文社、1984年
- 『続近世俳人ノオト』 学文社、1988年
- 『自解100句選 星野麥丘人集』 牧羊社、1988年
- 『波郷俳句365日』 梅里書房、1992年
- 句集『雨滴集』 梅里書房、1996年
- 『花神現代俳句 星野麥丘人』 花神社、1998年
- 句集『燕雀』 角川書店、1999年
- 句集『亭午』 梅里書房、2002年
- 『季語別 星野麥丘人句集』 ふらんす堂、2003年
- 句集『小椿居』 角川書店、2009年